# Iwogumoa tengchihensis
Iwogumoa tengchihensis là một loài nhện trong họ Amaurobiidae.
Loài này thuộc chi Iwogumoa. Iwogumoa tengchihensis được miêu tả năm 1998 bởi Jia-Fu Wang & Ono.